# ماركس أند سبنسر
ماركس أند سبنسر (بالإنجليزية: Marks & Spencer)‏ هي سلسلة متاجر تجزئة بريطانية ضخمة تملك نحو 840 متجرا في أكثر من 30 بلدا حول العالم (600 متجر داخل المملكة المتحدة و285 متجر حول العالم). تعتبر ماركس أند سبنسر من أكثر الشركات المساندة للصهيونية في العالم ومن أكبر متاجر الملابس بالتجزئة في بريطانيا إضافة لكونها من متاجر البضائع والمواد الغذائية. وفي 2008 اعتبرت متاجر التجزئة الأربع والثلاثون في العالم، ومعظم متاجرها المحلية داخل بريطانيا تبيع الملابس والمواد الغذائية، ومنذ بداية القرن الحادي والعشرين بدأت ماركس أند سبنسر في توسعة نشاطات عملها لتشمل الأدوات المنزلية الأثاث والمعدات التكنولوجية.
في العام 1998 صارت أول متاجر تجزئة بريطانية تحقق أرباحا قبل خصم الضرائب تجاوزت المليار جنيه سترليني. ماركس أند سبنسر مدرجة في بورصة لندن كما أنها أحد مؤسسي مؤشر فوتسي 100.
أسس ماركس أند سبنسر ميشيل ماركس وهو مهاجر من منسك في روسيا البيضاء الحالية في 1884 كمحل في ليدز، لينضم إلي الشركة توماس سبنسر في 1894 لتعرف باسم "Marks and Spencer"
لماركس أند سبنسر فروع في كل من البحرين، برمودا، بلغاريا، الصين، كرواتيا، قبرص، جمهورية التشيك، جبل طارق، اليونان، جيرنزي، هونغ كونغ، هنغاريا، الهند، جمهورية آيرلندا، إندونيسيا، جيرسي، الكويت، لاتفيا، ليبيا، لتوانيا، ماليزيا، مالطا، مونتينيغرو، عمان، الفلبين، بولندا، قطر، رومانيا، روسيا، السعودية، سنغافورة، صربيا، سلوفاكيا، سلوفينيا، كوريا الجنوبية، سويسرا، تايلاندا، تركيا، أوكرانيا والإمارات العربية المتحدة.

## اتهامها بدعم لإسرائيل
تنتقد الجماعات المؤيدة للقضية الفلسطينية واليسارية ماركس آند سبنسر على خلفية دعمها للصهيونية وتعاملها التجاري مع إسرائيل، وهي قضية أثيرت منذ افتتاح سلسلة المتاجر. إذ كان العديد من قيادات الشركة مدافعين مستبسلين عن الفكر الصهيوني حتى قبل نشأة دولة إسرائيل، ومن هؤلاء سايمون ماركس ابن مؤسس ماركس آند سبنسر (والذي ترأس المجموعة لفترة) الذي عمل مع حاييم فايتسمان من أجل استصدار وعد بلفور، كما دافع أيضاً إسرائيل سيف ـ رئيس المجموعة ـ عن سياسة التهجير الجماعي سنة 1941 بقوله إن تأسيس الدولة الصهيونية يتطلب «إعادة توطين قطاعات كبيرة من السكان العرب في العراق وغيره من دول الشرق الأوسط». وقد ثمن حاييم فايتسمان جهود سايمون ماركس وإسرائيل سيف «ليس فقط بقيمتهما المعنوية التي اعتمد عليها كثيراً ولكن أيضاً لتأثيرهما الواسع عبر معارفهما في مجال التجارة والجمهور العريض الذي يمكن التأثير عليه عبر الجرائد والمطبوعات التي يملكانها».
استمر هذا الدعم المعنوي إلى ثمانينيات القرن العشرين، وفي كتاب صدر سنة 1990 لرئيس المجموعة السابق ماركوس سيف (الذي رأس المجموعة بين عامي 1974 و1984) تحدث سيف عن «مساعدة النمو الاقتصادي لإسرائيل كأحد أهدافها الأساسية». وقد أدى هذا إلى نشوء العديد من مجموعات الضغط الرامية إلى مقاطعة بضائع ماركس آند سبنسر، والتي نظمت مظاهرات أمام محلات ماركس آند سبنسر، ومن أشكال الاحتجاج التي قامت بها تلك المجموعات قيامها بكتابة شعارات مؤيدة للقضية الفلسطينية ومعادية للصهيونية على واجهة أحد متاجر ماركس آند سبنسر في برايتون، من بينها «قاطعوا ماركس آند سبنسر» و«لا تدعموا التفرقة العنصرية» و«هذا المتجر يساعد في تمويل التفرقة العنصرية الإسرائيلية»، وذلك احتجاجاً على جرائم إسرائيل في قطاع غزة. ويقدر حجم تجارة ماركس آند سبنسر في إسرائيل بمبلغ 233 مليون دولار سنوياً حسب تقرير لصحيفة جيروزاليم بوست نشر سنة 2000، كما تقوم متاجرها بتسويق منتجات المستوطنات الإسرائيلية. وفي سنة 1998 حصل السير ريتشارد غرينبيري (الذي كان يشغل منصب الرئيس التنفيذي للمجموعة آنذاك) على جائزة اليوبيل الذهبي لدولة إسرائيل من رئيس الوزراء بنيامين نتنياهو، كما كرم السفير الإسرائيلي في إنجلترا مجموعة ماركس آند سبنسر في ديسمبر 2000 لدعمها المستمر لإسرائيل. وتحاول الشركة حالياً نفي أي دعم لها لإسرائيل، وخاصة بعد أن افتتحت فروعاً لها في عدة دول عربية وإسلامية.
وفي معرض رده على سؤال بخصوص بيع سلع إسرائيلية في متاجر ماركس آند سبنسر سنة 2008، قال متحدث باسم الشركة إن الشركة تشتري «من إسرائيل كما تشتري من 70 دولة أخرى..» وتابع مؤكداً إن الشركة ستستمر في ذلك قائلاً «نحن نحرص دائماً على وضع اسم دولة المنشأ على المنتجات التي نبيعها. وعندما نبيع منتجات إسرائيل نكتب عليها أنها منتجات إسرائيل».
ومن المنتجات الإسرائيلية التي تسوقها ماركس آند سبنسر كل من العنب والليتشي والتين والبرقوق والتمر والأعشاب الخضراء والبطاطا والبطاطس، وكثير من تلك المنتجات يرد إلى الشركة عن طريق شركة كرمل أغريكسكو، وهي شركة مملوكة جزئياً للحكومة الإسرائيلية. كما تسوق الشركة كميات كبيرة من ملابس دلتا جليل، أكبر منتج ومسوق للمنسوجات في إسرائيل، كما يعد ماركس آند سبنسر من أكبر المستفيدين من اتفاقية المناطق الصناعية المؤهلة (الكويز) في كل من مصر والأردن.